# Khu vực bảo vệ cảnh quan Štiavnické vrchy
Khu vực bảo vệ cảnh quan Dãy núi Štiavnické (tiếng Slovak: Chránená krajinná oblasť Štiavnické vrchy) là một khu bảo vệ cảnh quan nằm ở các huyện Banská Štiavnica, Zvolen, Žiar nad Hronom, Žarnovica, Levice và Krupina.

## Mô tả
Được thành lập ngày 22 tháng 9 năm 1979, khu bảo tồn trước đây bao gồm Vườn bách thảo Banskoštiavnická, Kamenné gần làng Vyhne và Sitno.
Lãnh thổ được thiết lập để bảo vệ cảnh quan khu vực dãy núi Štiavnica, bao gồm một loạt các ngọn núi lửa, trong đó một số là những điểm cao nhất Slovakia. Khu vực là nơi phát triển mạnh mẽ của các loài sồi, cử và lãnh sam. Ngoài ra, đây còn là nơi bảo tồn các di tích lịch sử gắn liền với các hoạt động khai thác. Một hồ chứa nước Tajchy được xây dựng vào thế kỷ XVII và XVIII để cung cấp năng lượng cho các mỏ ở Banská Štiavnica. Có khoảng 60 hồ chứa nước như vậy. Tuy vậy, chỉ còn lại 24 hồ nước sau thế kỷ XXI, và được sử dụng cho du lịch và giải trí. Cùng với thị trấn Banská Štiavnica, các hồ chứa nước cũng là một phần của Di sản thế giới của UNESCO.